# Джордж Едуард Мур
Джордж Едуард Мур (на английски: George Edward Moore; р. 4 ноември 1873 – п. 24 октомври 1958) е британски философ.
Учил и преподавал в Кеймбриджкия университет. Наред с Готлоб Фреге, Бертран Ръсел и Лудвиг Витгенщайн, той е сред основоположниците на аналитичната философия, направление, преобладаващо днес в англоговорещия свят.
Мур е известен със своята защита на здравия разум, своя етичен ненатурализъм и своя много ясен и премерен стил на писане. До голяма степен той е „философ на философите“ – влиятелен и уважаван сред другите философи, но сравнително непознат за по-широката публика.